# Cyrtonyx ocellatus
Cyrtonyx ocellatus е вид птица от семейство Odontophoridae. Видът е световно застрашен, със статут Уязвим.

## Разпространение
Видът е разпространен в Гватемала, Мексико, Никарагуа, Салвадор и Хондурас.